# Nachhaltige und zugängliche Stadtlandschaften
Nachhaltige und zugängliche Stadtlandschaften, englisch Sustainable and Accessible Urban Landscapes (SAUL), ist der Name eines EU-Projektes. Es soll in altindustrialisierten Räumen die Lebensqualität, Räume für Erholung und Freizeit und kulturelle Identifikation als Voraussetzung für die Förderung einer starken und nachhaltigen Wirtschaft unterstützen.
SAUL betrifft Projekte in Amsterdam, London, Luxemburg, Rhein-Ruhr, Rhein-Main und Saarland.
Zu den Partner zählen u. a. Groundwork London, Greater London Authority, Emschergenossenschaft, Institut für Landes- und Stadtentwicklungsforschung und Bauwesen des Landes Nordrhein-Westfalen (ILS NRW), Planungsverband Ballungsraum Frankfurt/Rhein-Main, Route der Industriekultur Rhein-Main und das Projekt Saarkohlenwald.
Es wird von Groundwork UK in London organisiert.